# حسینیه تپوسازان
حسینیه تپوسازان مربوط به دوره قاجار است و در یزد، خیابان امام خمینی، خیابان مسجد جامع، کوچه آب‌انبار وزیر، مقابل در ورودی مسجد جامع واقع شده و این اثر در تاریخ ۲۷ بهمن ۱۳۸۷ با شمارهٔ ثبت ۲۴۷۵۵ به‌عنوان یکی از آثار ملی ایران به ثبت رسیده است.